# Coupe de Championnat 1896-1897
La Coupe de Championnat 1896-1897 è stata la seconda edizione della massima serie del campionato belga di calcio disputata tra il 1º novembre 1896 e il 2 maggio 1897 e conclusa con la vittoria del Racing Club de Bruxelles, al suo primo titolo.
Capocannoniere del torneo fu Samuel Hickson del FC Liégeois.

## Formula
Le squadre partecipanti al campionato furono sei e disputarono un turno di andata e ritorno per un totale di dieci partite.
Lo Sporting Club de Bruxelles alla fine della stagione si sciolse.

## Squadre
| Squadra                              | Città     | Stadio | Stagione 1895-1896  |
| ------------------------------------ | --------- | ------ | ------------------- |
| RFC de Liège                         | Liegi     |        | Campione del Belgio |
| Royal Antwerp Football Club          | Anversa   |        | 2°                  |
| Sporting Club de Bruxelles           | Bruxelles |        | 3°                  |
| Léopold Club de Bruxelles            | Bruxelles |        | 4°                  |
| Racing Club Bruxelles                | Uccle     |        | 5°                  |
| Athletic & Running Club de Bruxelles | Uccle     |        | Promoción           |

## Classifica finale
|                   | Pos. | Squadra                              | Pt | G  | V | N | P  | GF | GS | DR  |
| ----------------- | ---- | ------------------------------------ | -- | -- | - | - | -- | -- | -- | --- |
| Belgio (bandiera) | 1.   | Racing Club de Bruxelles             | 18 | 10 | 8 | 2 | 0  | 40 | 10 | +30 |
|                   | 2.   | FC Liégeois                          | 14 | 10 | 6 | 2 | 2  | 16 | 13 | +3  |
|                   | 3.   | Anversa                              | 13 | 10 | 6 | 1 | 3  | 22 | 10 | +12 |
|                   | 4.   | Léopold Club de Bruxelles            | 8  | 10 | 4 | 0 | 6  | 9  | 28 | -19 |
|                   | 5.   | Athletic & Running Club de Bruxelles | 7  | 10 | 3 | 1 | 6  | 25 | 14 | +11 |
|                   | 6.   | Sporting Club de Bruxelles           | 0  | 10 | 0 | 0 | 10 | 2  | 39 | -37 |

Legenda:

      Campione del Belgio
      Ritirato
Note:

Due punti a vittoria, uno a pareggio, zero a sconfitta.

### Verdetti
- Racing Club de Bruxelles campione del Belgio 1896-97.
- Sporting Club de Bruxelles ritirato.